# Xylotrechus sellatus
Xylotrechus sellatus är en skalbaggsart som beskrevs av Hintz 1911. Xylotrechus sellatus ingår i släktet Xylotrechus och familjen långhorningar.
Artens utbredningsområde är Rwanda. Inga underarter finns listade i Catalogue of Life.